# Rhodina mexophoea
Rhodina mexophoea är en fjärilsart som beskrevs av Turner. Rhodina mexophoea ingår i släktet Rhodina och familjen nattflyn. Inga underarter finns listade.